# Summer Feelings
Summer Feelings è un singolo della cantante canadese Lennon Stella, pubblicato l'11 maggio 2020 come primo estratto dalla colonna sonora Scoob! The Album.

## Descrizione
Prima traccia della colonna sonora, Summer Feelings, che vede la partecipazione del cantante statunitense Charlie Puth, è un brano synth pop.

## Tracce
Testi e musiche di Lennon Stella, Alexander Izquierdo, Charles L. Brown, Charlie Puth, Elizabeth Lowell Boland, Simon Wilcox e Vince Watson
Download digitale
1. Summer Feelings (feat. Charlie Puth) – 2:40

Download digitale – Jenji Remix
1. Summer Feelings (feat. Charlie Puth) (Jenji Remix) – 2:55

## Formazione
Musicisti
- Lennon Stella – voce
- Charlie Puth – voce aggiuntiva
- Invincible – programmazione

Produzione
- Xplicit – produzione esecutiva
- Invincible – produzione
- Ruslan Odnoralov – produzione vocale
- Chris Athens – mastering
- Jaycen Joshua – missaggio
- John Hanes – assistenza al missaggio

## Classifiche
| Classifica (2020) | Posizione massima |
| ----------------- | ----------------- |
| Belgio (Fiandre)  | 54                |
| Belgio (Vallonia) | 59                |
| Canada            | 96                |
| Irlanda           | 100               |
| Regno Unito       | 79                |